# آرتاشس کالانتاریان
آرتاشس کالانتاریان (ارمنی: Արտաշես Փիրաղայի Քալանթարյան؛ ۱۶ سپتامبر ۱۹۳۱ – ۲۳ فوریهٔ ۱۹۹۱) یک روزنامه‌نگار، مترجم، نمایش‌نامه‌نویس، و طنز نویس اهل ارمنستان بود.

## زندگی‌نامه
آرتاشس کالانتاریان در ایروان به دنیا آمد. از دانشکده فلسفه دانشگاه دولتی ایروان در رشته روزنامه‌نگار فارغ‌التحصیل شد.
بین سال‌های ۱۹۷۰ تا ۱۹۸۲ وی در تلویزیون ارمنستان فعالیت می‌کرد.
وی ۱۵ کتاب
تألیف نمود.

## زندگی شخصی
وی با جولیتا کالانتاریان ازدواج نموده است و صاحب چهار فرزند است.

## نگارخانه

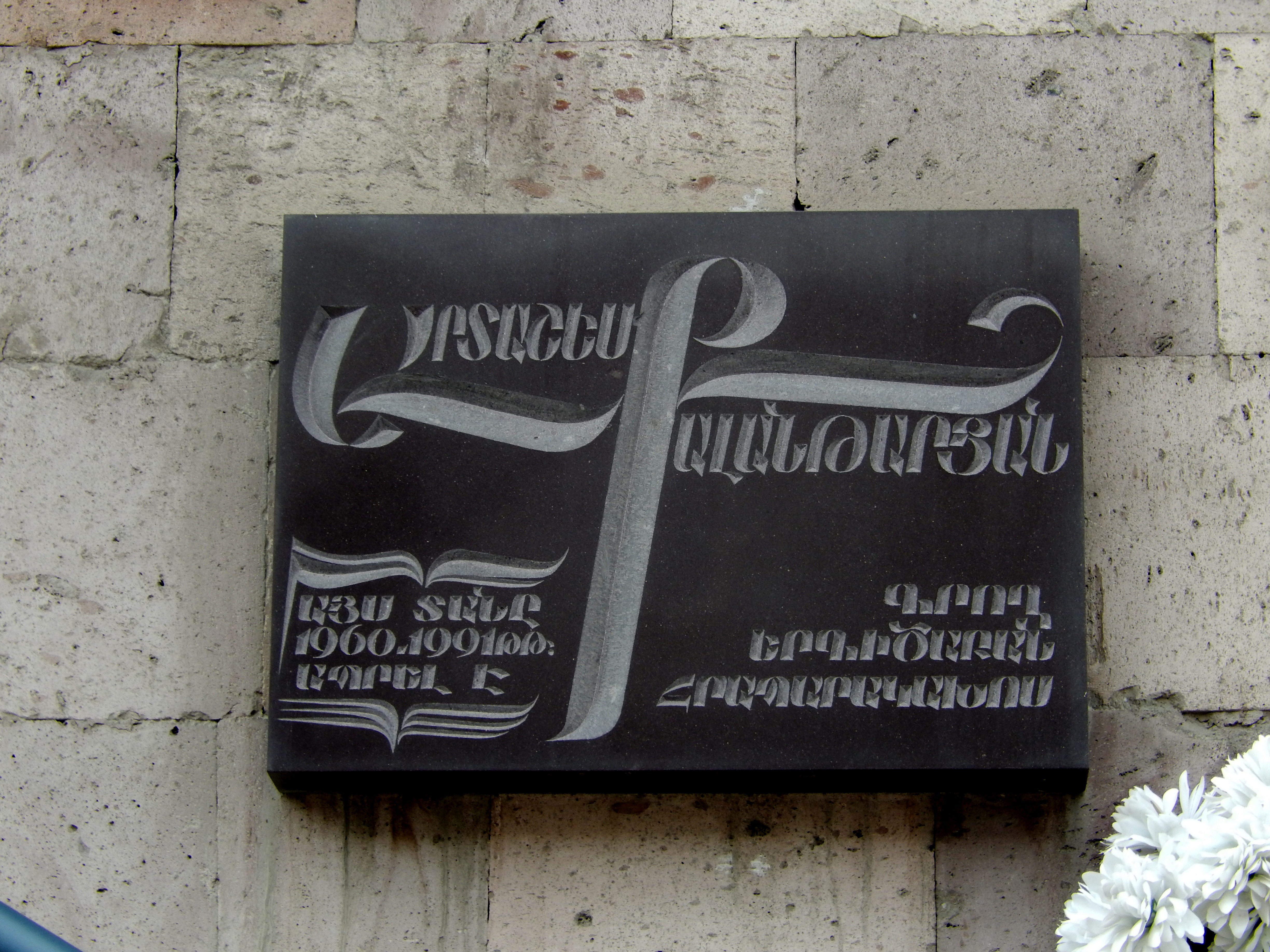
پلاک یادبود آرتاشس کالانتاریان در ایروان
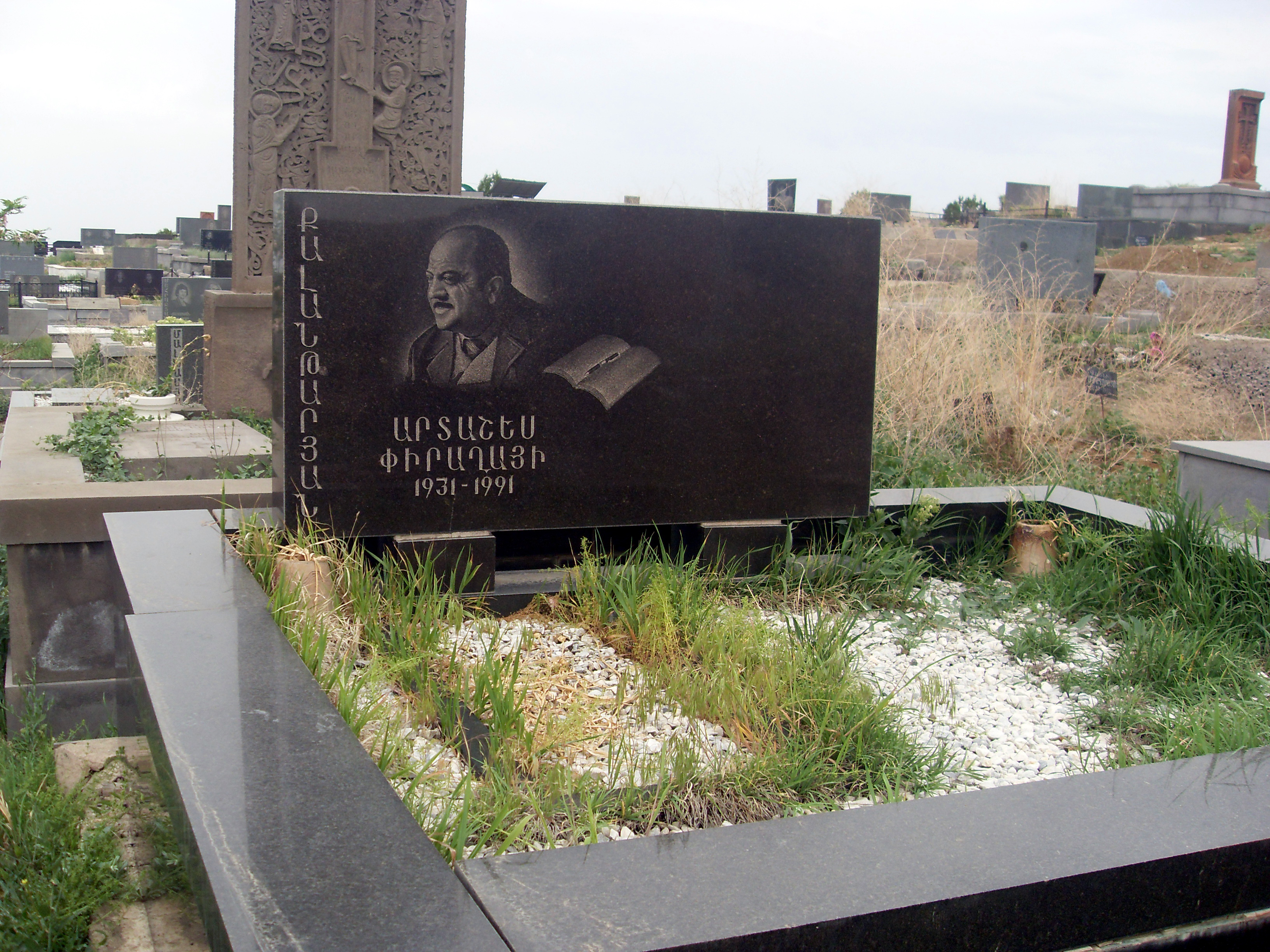
آراماه آرتاشس کالانتاریان در پانتئون شهری ایروان
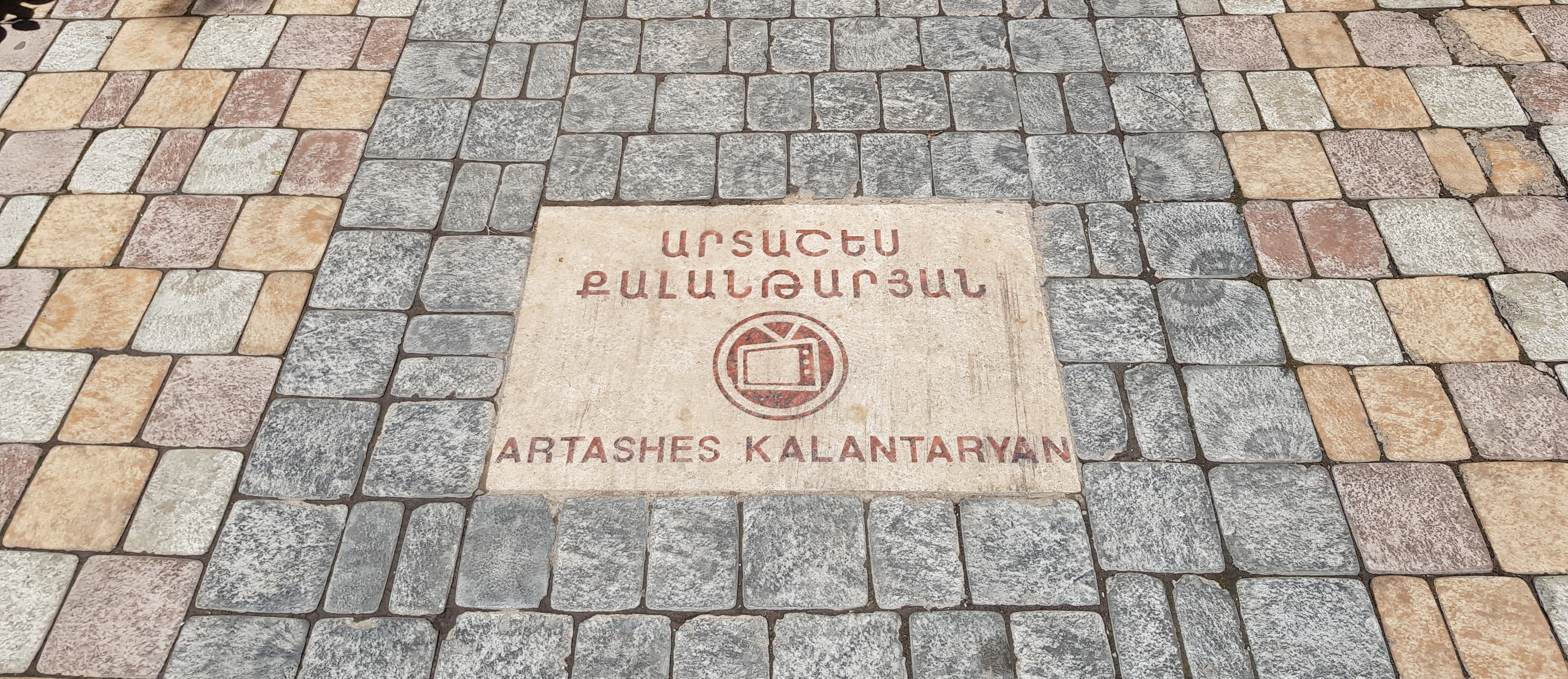
Արտաշես Քալանթարյանի անվանական աստղը Նվիրյալների արահետում